# Vittorio Arrigoni
Vitório Arrigoni (Besana in Brianza, 4 de fevereiro de 1975 – Faixa de Gaza, 15 de abril de 2011) foi um jornalista e ativista italiano. Ele trabalhou com o Movimento de Solidariedade Internacional (MSI), liderado pelos palestinos, pelo qual chegou à Faixa de Gaza em 2008. Ele mantinha um site chamado Guerrilla Radio e também publicou um livro sobre suas experiências na Cidade de Gaza durante a Guerra de Gaza de 2008–2009 entre o Hamas e Israel. Em 2011, foi sequestrado e assassinado por um grupo de jihadistas salafistas. O governo do Hamas, que identificou os perpetradores como afiliados palestinos e jordanianos da Al-Qaeda, iniciou posteriormente uma caçada humana e prendeu os suspeitos acusados durante um ataque ao campo de refugiados de Nuseirat. Arrigoni foi o primeiro estrangeiro envolvido num incidente deste tipo na Faixa de Gaza desde o sequestro do jornalista britânico Alan Johnston em 2007.

## Biografia
Arrigoni nasceu na cidade de Besana em Brianza, perto de Monza, em 4 de fevereiro de 1975. Ele afirmou que estava no seu sangue lutar pela liberdade como os seus avós lutaram contra o antigo regime fascista na Itália. Ele tinha a palavra árabe para resistência (muqawama) tatuada no braço direito. Depois de passar nos exames do ensino médio na Itália, ele deixou sua cidade natal, Bulciago, uma pequena vila perto do Lago de Como, e começou a trabalhar como voluntário em todo o mundo (Europa Oriental, América do Sul, África e Oriente Médio).
Em 2002, visitou Jerusalém que, segundo sua mãe, foi o “momento em que entendeu que ali seu trabalho se concentraria”. Sua mãe, Egidia Beretta, é prefeita de Bulciago.

## Ativismo político
Arrigoni foi creditado como um dos muitos ativistas que reviveram o Movimento de Solidariedade Internacional (MSI), um grupo pró-palestino que trabalha nos territórios palestinos. Em agosto de 2008, participou na missão Free Gaza que visava quebrar o bloqueio israelsense à Faixa de Gaza, em vigor desde junho de 2007, quando o Hamas assumiu o poder no território. Ele estava no primeiro barco que chegou ao porto de Gaza, descrevendo aquele momento como "um dos mais felizes e emocionantes de sua vida".
Enquanto se voluntariava para atuar como escudo humano para um pescador palestino na costa de Gaza, em setembro de 2008, Arrigoni foi ferido por estilhaços de vidro depois que a Marinha de Israel usou um canhão de água para deter o navio. Em novembro, foi preso pelas autoridades israelsenses depois de ter novamente servido de escudo humano para os pescadores ao largo da costa de Gaza.
Ele retornou a Gaza antes da ofensiva militar israelense Operação Chumbo Fundido, que durou de dezembro de 2008 a janeiro de 2009. Arrigoni foi um dos poucos jornalistas estrangeiros em Gaza durante a guerra; trabalhou na Rádio Popolare e como repórter do jornal italiano Il manifesto. Mais tarde, ele publicou um livro, Restiamo umani (Pemaneça Humano), uma coleção de suas reportagens sobre Gaza. É traduzido para inglês, espanhol, alemão e francês com prefácio do historiador israelense Ilan Pappé.

## Ideologia política
"O sionismo é um movimento abominável, racista e colonial. Como todos os sistemas coloniais e de apartheid, é do interesse de todos que estes sejam eliminados. A minha esperança é vê-lo substituído, sem qualquer derramamento de sangue, por um Estado democrático, secular e laico – por exemplo, nas fronteiras da Palestina histórica – e onde palestinos e israelenses possam viver sob direitos iguais de cidadania, sem discriminação étnica e religiosa. É um desejo que espero que em breve se torne realidade."

— Vittorio Arrigoni, 2010
Arrigoni era descrito como tendo um "fervoroso compromisso com a causa palestina", que descreveu quatro palestinos que morreram num túnel sob a fronteira Gaza-Egito como “mártires”. Um dos seus últimos posts na Rádio Guerrilha, que escreveu horas antes de ser sequestrado e morto, elogiou os esforços palestinos para contrabandear mercadorias para Gaza através de túneis como uma "batalha invisível pela sobrevivência".
Arrigoni criticou os extremistas muçulmanos por tentarem impor uma versão fundamentalista do islamismo em Gaza. Em uma entrevista ao jornal PeaceReporter, ele disse: "Pessoalmente, como ativista dos direitos humanos, não gosto nada do Hamas. Também tenho algo a dizer-lhes: eles limitaram profundamente os direitos humanos desde que conquistaram as eleições."
No seu website, chamado Guerrilla Radio, e na página do Facebook, Arrigoni descreveu o governo de Israel como um dos piores regimes de apartheid do mundo. Ele disse que o bloqueio israelense a Gaza era criminoso e perverso.

## Sequestro e morte
Arrigoni foi sequestrado em 14 de abril de 2011. Num vídeo publicado no YouTube em que os sequestradores se identificaram como pertencentes a um grupo até então desconhecido, "A Brigada do Valente Companheiro do Profeta Mohammed bin Muslima", Arrigoni estava vendado e havia sangue à volta do olho direito. Os captores exigiram a libertação do seu líder Walid al-Maqdasi, preso pelo governo de facto em Gaza um mês antes, como resgate e ameaçaram matar Arrigoni se o prazo de 30 horas não fosse cumprido. Os captores acusaram Arrigoni de “espalhar a corrupção” e o seu país natal, a Itália, de um “Estado infiel”.

### Assassinato
Por razões incertas, antes do prazo expirar, os captores mataram Arrigoni em um apartamento vazio na área de Mareh Amer, no norte de Gaza. Uma testemunha no local de seu assassinato relatou que ele provavelmente foi enforcado ou estrangulado. Depois de serem conduzidos à casa por um membro do suposto grupo salafista, as forças de segurança do Hamas invadiram o prédio e encontraram o corpo de Arrigoni.
Uma autópsia revelou que o italinao tinha sido estrangulado com um cordão de plástico, mas os jornalistas não foram autorizados a ver o corpo e não foi possível uma confirmação independente da causa da morte. O grupo terrorista Tawhid e Jihad negou a responsabilidade pelo assassinato, mas afirmou que foi "um resultado natural da política do governo levada a cabo contra os salafistas". Iyad ash Shami, líder de outro grupo salafista baseado em Gaza, negou o envolvimento de militantes salafistas e disse que o assassinato foi contra o islamismo. As forças de segurança em Gaza prenderam quatro suspeitos em conexão com o incidente e o primeiro-ministro de Gaza, Ismail Haniya, ordenou uma investigação por parte do Ministério do Interior e ligou para a mãe de Arrigoni para enviar suas condolências oficiais.

## Caçada humana e julgamento
A polícia do Hamas iniciou uma caçada humana às pessoas envolvidas no assassinato. As autoridades isolaram partes da Faixa de Gaza antes do início da operação, durante a qual foram ouvidos tiros e pelo menos uma explosão.
As forças de segurança do Hamas sitiaram uma casa onde os suspeitos estavam hospedados, no campo de refugiados de Nuseirat, no centro de Gaza. Os suspeitos recusaram-se a render-se e iniciou-se um tiroteio. Policiais do Hamas entraram na casa e mataram Balal al-Omari e um jordaniano, Abbad a-Rahman al-Brizat (um dos dois homens mortos pode ter cometido suicídio). Um terceiro suspeito, Mahmoud al-Salfiti, foi ferido e detido. Três dos associados dos suspeitos também foram capturados. O então porta-voz do Ministério do Interior do Hamas, Ihab al-Ghussein, informou que cinco policiais ficaram feridos, bem como uma menina que foi pega no fogo cruzado.
Os quatro extremistas salafistas capturados no ataque foram acusados pelo sequestro e assassinato de Arrigoni num tribunal militarpresidido pelo juiz Abu Omar Atallah. Eles foram considerados culpados em setembro de 2012. Mahmoud al-Salfiti, 28 anos de idade, e Tamer al-Hasana, 27 anos, foram condenados à prisão perpétua com trabalhos forçados: o tribunal absteve-se de impor-lhes a pena de morte depois de os pais de Arrigoni terem instado a que fossem poupados. Khader Jram, 24 anos, foi condenado a 10 anos de prisão e Amer Abu Ghouleh, 23 anos, foi condenado a um ano de prisão por abrigar fugitivos. Após um recurso, um tribunal militar reduziu as sentenças de Salfiti e al-Hasana de prisão perpétua para 15 anos em 19 de fevereiro de 2013. "Pedimos no nosso apelo que a condenação por homicídio e rapto fosse reduzida para apenas rapto", disse o advogado Mohammed Zaqut.
Em junho de 2015, após obter licença da prisão, Mahmoud al-Salfiti conseguiu escapar de Gaza para o Iraque, onde se juntou ao Estado Islâmico do Iraque e do Levante (EI). Em 28 de novembro de 2015, ele teria sido morto lutando pelo EI na província de Anbar.

## Reações à morte
Várias centenas de habitantes de Gaza reuniram-se na Praça do Soldado Desconhecido para lamentar a morte de Arrigoni, enquanto cerca de 100 palestinos e estrangeiros marcharam através de Ramala até uma casa de luto nas proximidades de al-Bireh, na Cisjordânia. Em Belém, foi realizada uma vigília à luz de velas em frente à Igreja da Natividade. As autoridades egípcias ofereceram-se para permitir que a família de Arrigoni entrasse em Gaza através da passagem de Rafah e que o seu corpo fosse enviado de volta para Itália através da passagem.

### Resposta palestina
Uma declaração oficial do Hamas descreveu o assassinato como um “ato vergonhoso” cometido por um “grupo ilegal e com desvios mentais”. O primeiro-ministro de Gaza, Ismail Haniya, afirmou que o assassinato "não reflete os valores, a moral ou a religião do povo palestino. Este é um caso sem precedentes que não se repetirá". Ele também disse que Arrigoni seria designado mártir e uma rua receberia seu nome. O Ministro das Relações Exteriores do Hamas disse que conseguiria um funeral de Estado, após o qual o corpo seria transferido para o Egito. O então porta-voz do Hamas, Fawzi Barhoum, condenou o assassinato como “vergonhoso”.
Várias condenações ao assassinato de Arrigoni foram divulgadas por outras facções palestinas, como o Fatah, os Comitês de Resistência Popular e a Jihad Islâmica." Um porta-voz do presidente palestino Mahmoud Abbas condenou isso como um "ato de traição".

### Resposta internacional
O Ministério das Relações Exteriores da Itália expressou “profundo horror pelo assassinato bárbaro”, chamando-o de “ato de violência vil e sem sentido cometido por extremistas que são indiferentes ao valor da vida humana”. O então Secretário-Geral da ONU, Ban Ki-moon, pressionou o governo de Gaza para levar à justiça “os autores deste crime terrível”.

### Acusações contra Israel
Embora Arrigoni tenha sido morto por supostos membros do grupo salafista palestino Jahafil Al-Tawhid Wal-Jihad fi Filastin, alguns culparam Israel pelo assassinato. Apesar do fato de o Hamas ter identificado os perpetradores como sendo um grupo palestino afiliado à Al-Qaeda, o porta-voz do Hamas, Fawzi Barhoum, disse suspeitar que Israel poderia ser o responsável, uma vez que a morte parecia ter sido programada para dissuadir ativistas estrangeiros de se juntarem a uma flotilha para navegar para Gaza em maio e quebrar o bloqueio naval israelense à área.
Mahmoud al-Zahar, um membro da liderança do Hamas, acusou indiretamente Israel de planejar o assassinato de Arrigoni numa tentativa de assustar ativistas internacionais de virem para Gaza. Ele disse que “um crime tão terrível não pode ocorrer sem acordos entre todas as partes envolvidas para manter o bloqueio imposto a Gaza”. Al-Zahar não ofereceu provas para apoiar a sua acusação.

## Análises de Arrigoni
Um artigo do jornal israelense The Jerusalem Post publicado logo após a morte de Arrigoni citou críticas ao italiano feitas por Steven Plaut, professor associado de administração de empresas na Universidade de Haifa, por Fiamma Nirenstein, um membro judeu da Câmara dos Deputados da Itália, que era vice-presidente do Comitê de Relações Exteriores e presidente do Comitê para Investigação do Antissemitismo, e por Noah Pollak, diretor executivo do Comitê de Emergência para Israel, que acusaram Arrigoni de ser um defensor da violência em vez de um ativista da paz.
Segundo o correspondente do The Guardian na Itália, Arrigoni era “antes de tudo um pacifista”. Khaleel Shaheen, do Centro Palestino para os Direitos Humanos em Gaza, amigo de Arrigoni, descreveu-o como um "herói da Palestina". Max Ajl, outro amigo de Arrigoni e colega ativista do MSI, elogiou Arrigoni como "um oponente corajoso e dedicado da ocupação israelense e defensor da resistência à opressão no Oriente Médio e em todo o mundo".